# Cease to Begin
Albums de Band of Horses
Everything All the Time
(2006) Infinite Arms
(2010)
Cease to Begin est le 2e album du groupe Band of Horses,.

## Liste des titres
| No  | Titre                         | Durée |
| --- | ----------------------------- | ----- |
| 1.  | Is There a Ghost              | 2:59  |
| 2.  | Ode to LRC                    | 4:16  |
| 3.  | No One's Gonna Love You       | 3:37  |
| 4.  | Detlef Schrempf               | 4:28  |
| 5.  | The General Specific          | 3:07  |
| 6.  | Lamb On the Lam (In the City) | 0:50  |
| 7.  | Islands On the Coast          | 3:34  |
| 8.  | Marry Song                    | 3:23  |
| 9.  | Cigarettes, Wedding Bands     | 4:35  |
| 10. | Window Blues                  | 4:01  |